# Spermophorides valentiana
Spermophorides valentiana és una espècie d'aranyes araneomorfes de la família dels fòlcids (Pholcidae). Fou descrita per primera vegada l'any 1973 per Senglet.
Aquesta espècie es troba a la zona mediterrània de la península Ibèrica i a les Balears; s'ha trobat també a Cabera, a l'illa dels Conills i la de ses Rates. És una espècie que es troba bàsicament en llocs pedregosos.